# زوزوبالاند (رسوم متحركة)
زوزوبالاند (بالبرتغالية: Zuzubalândia‏) هو مسلسل رسوم متحركة برازيلي من إنتاج ماريانا كالتابيانو عرض على محطة بومرنغ من 25 مايو 2018. استند في قصته على كتاب للأطفال عام 1997 جوجوبالاند (Jujubalândia) ومسلسل للأطفال تحمل نفس الاسم.

## شخصيات
- زوزو (أداء صوتي: دانيال كوستا): الشخصية الرئيسية للرسوم المتحركة، الفتاة النحل ذات العين الأخضر، الحذاء ماري جين الأسود والأنف الزهري.
- بريغاديرو (أداء صوتي: هوغو بيتش): الرجل الداكن. هو يحب الملاكمة والجودو.
- هوت دوغ (أداء صوتي: إدواردو جارديم): الكلب الجشع. إنه أفضل صديق بريغاديرو.
- فشار (أداء صوتي: لويزا بورتو): أفضل صديق زوزو.
- مرنغ (أداء صوتي: هوغو بيتش): الفتى تبلغ من العمر 10 عاما.
- جارفيديا (أداء صوتي: برونا جويرين): العنكبوت الأرجواني. هي مساعد الساحرة.
- وجبة سريعة (أداء صوتي: دانيال كوستا): أسرع رجل في العالم.
- ماريا مولي (أداء صوتي: برونا جويرين): الفتاة الكسولة.
- ملك شهية (أداء صوتي: هوغو بيتش): الملك زوزوبالاند.
- سوشيروكو (أداء صوتي: إدواردو جارديم): الطباخ الياباني.
- ساحرة (أداء صوتي: أنتونييلا كانتو): الشرير للرسوم المتحركة.